# Oost-Saksisch voetbalkampioenschap 1911/12
In 1911/12 werd het tiende voetbalkampioenschap van Oost-Saksen gespeeld, dat georganiseerd werd door de Midden-Duitse voetbalbond. Dresdner SC en BC Sportlust eindigden samen eerst. De Midden-Duitse eindronde begon echter al en er werd besloten om de kampioen dan in de tweede ronde te laten starten als deze tenminste binnen de acht dagen bekend was. Echter kreeg men dit niet geregeld waardoor er dit jaar geen club deelnam aan de eindronde. 

## 1. Klasse
| Plaats | Club                       | Wed. | W  | G | V | Saldo | Ptn.  |
| ------ | -------------------------- | ---- | -- | - | - | ----- | ----- |
| 1.     | Dresdner SC 1898           | 14   | 10 | 1 | 3 | 41:18 | 21:7  |
| 2.     | BC Sportlust 1900 Dresden  | 14   | 10 | 1 | 3 | 40:23 | 21:7  |
| 3.     | FC Habsburg 1906 Dresden   | 14   | 8  | 3 | 3 | 35:41 | 19:9  |
| 4.     | Dresdner FC von 1893       | 14   | 7  | 1 | 6 | 34:26 | 15:13 |
| 5.     | VfB 1903 Dresden           | 14   | 5  | 1 | 8 | 24:26 | 11:17 |
| 6.     | Dresdner SV Guts Muts 1902 | 14   | 4  | 2 | 8 | 25:24 | 10:18 |
| 7.     | FV Sachsen 1900 Dresden    | 14   | 3  | 2 | 9 | 31:46 | 8:20  |
| 8.     | FC Dresdensia 1898 Dresden | 14   | 2  | 3 | 9 | 13:39 | 7:21  |

|  | Play-off titel      |
|  | Degradatie play-off |

## Finale play-off
|              |             |       |                      |  |
| 21 juli 1912 | Dresdner SC | 3 – 1 | BC Sportlust Dresden |  |
| 21 juli 1912 |             |       |                      |  |

## Degradatie play-off
Beide eersteklassers verloren, maar werden uiteindelijk van degradatie gespaard omdat de hoogste klasse uitbreidde naar 10 clubs. 
|              |                             |       |                            |  |
| 23 juni 1912 | FC Brandenburg 1901 Dresden | 3 – 1 | FC Dresdensia 1898 Dresden |  |
| 23 juni 1912 |                             |       |                            |  |

|              |                              |       |                         |  |
| 23 juni 1912 | Dresdner FC Fußballring 1902 | 4 – 2 | FV Sachsen 1900 Dresden |  |
| 23 juni 1912 |                              |       |                         |  |